# Mohamed Ali Camara
Mohamed Ali Camara (* 28. August 1997 in Kérouané) ist ein guineischer Fußballspieler, der als Innenverteidiger spielt.

## Karriere
Mohamed Ali Camara spielte als Junior in Guinea bei Horoya AC Fußball. Nach einer Ausleihe wechselte der junge Verteidiger nach Israel zu Hapoel Ra’anana. In seinem ersten Jahr kam Camara auf 34 Einsätze und schoss dabei 3 Tore. Diese starke erste Saison weckte das Interesse des BSC Young Boys, wo er als Nachfolger für den ghanaischen Innenverteidiger Kasim Adams Nuhu verpflichtet wurde. Mit dem BSC Young Boys spielte Camara daraufhin in der Champions League und gewann vier Mal die nationale Meisterschaft.
Am 24. März 2019 gab Camara sein Debüt für die guineische Fußballnationalmannschaft.

## Titel und Erfolge
BSC Young Boys
- Schweizer Meister 2019, 2020, 2021 und 2023
- Schweizer Cupsieger 2020 und 2023